# Shanghai-Abkommen
Das Shanghai-Abkommen legt die Einfuhrkontingente für chinesische Textilien in die EU fest. Es galt bis 2007.
Hintergrund des Abkommens war eine Sicherheitsklausel im Beitrittsvertrag zwischen der Volksrepublik China und der Welthandelsorganisation im Jahr 2001. Darin sollte den WTO-Mitgliedern eine Beschränkung chinesischer Importe ermöglicht werden, sofern sie sich davon auf dem heimischen Markt bedroht sehen.
Als die EU-Kommission aber im ersten Quartal 2005 auf Drängen der Italiener, Spanier und Franzosen ein derartiges Verfahren eröffnete, zog sie den Unwillen der Chinesischen Regierung auf sich und zwischenzeitlich sah man die guten Handelsbeziehungen zwischen den beiden Wirtschaftsmächten ernsthaft gefährdet. Doch am 10. Juni 2005 kam es in Shanghai zu einem Abkommen zwischen der Volksrepublik China und der EU; die Einfuhrkontingente bis 2007 wurden für zehn Textilarten festgelegt. Während der Handel der EU positiv reagierte, fühlten sich die europäischen Textilproduzenten übergangen.